# 오토 포터 주니어

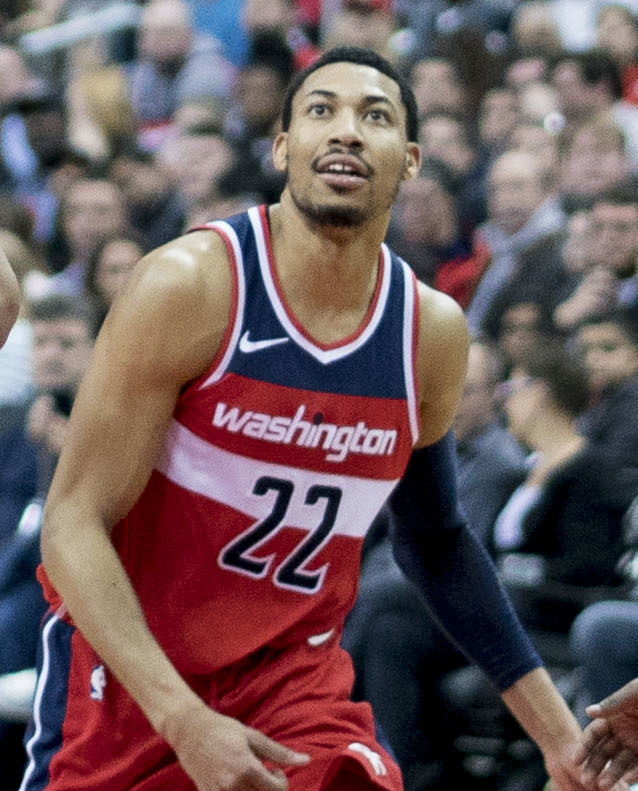

오토 포터 주니어(Otto Porter Jr., 1993년 6월 3일 ~ )는 미국의 전직 프로 농구 선수이다. 전미 농구 협회(NBA)에서 11시즌을 뛰었고, 2022년 골든스테이트 워리어스에서 뛰며 NBA 챔피언십에서 우승했다. 조지타운 호야스에서 대학 농구를 했고, 워싱턴 위저즈에 의해 2013년 NBA 드래프트 전체 3순위로 선정됐다.

## 프로 경력
- 워싱턴 위저즈 (2013~2019)
- 시카고 불스 (2019-2021)
- 올랜도 매직 (2021)
- 골든스테이트 워리어스(2021~2022)
- 토론토 랩터스 (2022-2024)